# .hack//G.U. TRILOGY
『.hack// G.U. TRILOGY』（ドットハックジーユー トリロジー）は、2008年3月25日に発売のOVA作品（製作発表当初は1月25日発売予定であったが、劇場版公開決定に伴う諸般の事情により延期された）。DVDとBlu-ray Discの2メディアで発売された。
2007年12月22日には東京池袋のテアトルダイヤにて、大阪でもテアトル梅田にて2008年1月12日より2週間限定のレイトショーという形で劇場公開された。

## 概要
2006年にリリースされたPS2ゲームソフト・『.hack//G.U.』（以下「G.U.」）を基に、サイバーコネクトツー社が製作したフルHDCGアニメーション作品。基本設定についてはゲーム版『G.U.』と同一であり、大まかなストーリーと登場人物も共通する部分が多いが、細かなストーリー展開や結末はゲーム版とはほとんど異なっている。
3部作であるゲーム版『.hack//G.U.』のリリース後、サイバーコネクトツー社には、「ゲーム中随所に挿入されるトゥーンレンダリングされた高品質なCGアニメだけまとめて視聴したい」という要望が寄せられた。この声に動かされる形で、CGムービー制作スタッフで結成されたチームsai（サイ）を主として、“OVA感覚でゲームを楽しむ”事をコンセプトとして製作された。

## 登場キャラクター
- ハセヲ - 櫻井孝宏
- アトリ - 川澄綾子
- オーヴァン - 東地宏樹
- 八咫 - 山崎たくみ
- パイ - 小林沙苗
- クーン - 三木眞一郎
- アイナ - 榎本温子
- Aura - 坂本真綾
- 榊 - 小西克幸
- ボルドー - 平松晶子
- ネギ丸 - 岩田光央
- グリン - 宝亀克寿
- Iyoten - 浪川大輔
- アスタ - 本名陽子
- 揺光 - 浅野真澄
- 蒼炎の守護神 - 相田さやか
- 志乃 - 名塚佳織

## 音楽
全曲とも三谷朋世(LieN)が歌唱を担当しており、福田考代(LieN) が作詞・作曲を担当
- 「Deepest Memories」（主題歌）
- 「Liar's smile」（挿入歌）

## 変更点
- 本編が93分と短いためハセヲ、アトリ、オーヴァンの三人と、再誕発動が物語の中心になっており、ストーリーも大部分が割合、変更されている。
- 八相の碑文使いを含む主要キャラクターの多くが登場せず、反存在に対する言及もない。そのため、設定も大きく異なる部分がある。ただし、ゲーム版が忠実に再現されたシーンや登場した台詞が再び使われている部分もある。
- ハセヲの新たなジョブエクステンドとして、B-stフォームが登場する。3rdフォームと似ているが、三本の尾のようなものがあり、より獣を連想させるデザインになっている。大量の大剣を使用して闘うことが可能。本作中ではゲームと異なり、ジョブエクステンドは碑文使いの力を使い、精神的な変化によって行われる。また、Xthフォームへのエクステンドもアトリの協力により行われた。
- 劇場公開版にはないシーンがDVD版には最後にあり、今後の展開を予想させるかのような意味深な終わり方になっている。

## パロディモード
特典映像として収録されている本編のセルフパロディムービー。ゲーム版『.hack』に導入されていた同名モードのように本編の音声を全く別のギャグ調に差し替えたショートムービー集となっている。サウンドトラックの初回盤にも音声のみだが別のネタが収録されている。
『.hack』ではそもそも登場人物の人格を別物に変え、電波台詞の応酬で会話が殆ど成り立っていなかったのに対し、本作は元のキャラクターを保ったままギャグ方面に性格を崩壊させており、会話も成立している。この方向性と演出は『.hack//G.U. Last Recode』のパロディモードにも継承されている。

## スタッフ
- 監督 - 松山洋
- 脚本 - 新里裕人
- パッケージデザイン・デザイン監修 - 貞本義行
- キャラクターデザイン - 細川誠一郎
- 演出 - 入川慶也
- アニメーションディレクター - 伏見直
- キャラクターチーフモデラー - 竹田奈央
- 美術監督 - 高木聡
- 撮影監督 - 二塚万佳
- 編集 - 古賀理恵
- 音楽 - 福田考代
- 録音演出 - なかのとおる
- アニメーション製作 - サイバーコネクトツー -sai-
- 製作 - バンダイナムコゲームス・バンダイビジュアル

## その他
2008年1月4日にはBS11デジタルのアニメ番組枠・『ANIME+』にて『.hack// G.U. TRILOGY 完成記念特番』が放送された。

## サウンドトラック
| #   | タイトル             | 作詞 | 作曲・編曲 |
| --- | -------------------- | ---- | ---------- |
| 1.  | 「プロローグ」       |      |            |
| 2.  | 「黒い獣」           |      |            |
| 3.  | 「哀しい微笑み」     |      |            |
| 4.  | 「三爪痕」           |      |            |
| 5.  | 「システム管理者」   |      |            |
| 6.  | 「誤算」             |      |            |
| 7.  | 「テラスの少女」     |      |            |
| 8.  | 「宿敵」             |      |            |
| 9.  | 「蒼炎の守護神」     |      |            |
| 10. | 「心的外傷」         |      |            |
| 11. | 「ダイブ」           |      |            |
| 12. | 「異常事態」         |      |            |
| 13. | 「Liar’s Smile」     |      |            |
| 14. | 「はじまりの場所」   |      |            |
| 15. | 「AINA」             |      |            |
| 16. | 「進化の価値」       |      |            |
| 17. | 「優しい光」         |      |            |
| 18. | 「最期の闘い」       |      |            |
| 19. | 「真意」             |      |            |
| 20. | 「希望の翼」         |      |            |
| 21. | 「この手の先に…」    |      |            |
| 22. | 「Deepest Memories」 |      |            |
| 23. | 「For Trailer」      |      |            |